# Novovotxepxi
Novovotxepxi - Нововочепший (rus) - és un khútor, un poble, de la República d'Adiguèsia, a Rússia. Es troba a la vora de la desembocadura del riu Psékups en l'embassament de Krasnodar, a 8 km a l'oest de Ponejukai i a 73 km al nord-oest de Maikop, la capital de la república.
Pertany al municipi de Votxepxi.